# Томас, Джордж Генри
Джордж Генри Томас (англ. George Henry Thomas, 31 июля 1816 — 28 марта 1870) — американский генерал времён гражданской войны; участник американо-мексиканской войны. В гражданскую войну выбрал сторону федерации (северян), несмотря на то что был уроженцем Вирджинии.

## Ранние годы
Томас родился в Вирджинии, в округе Саутгемптон в семье Джона Томаса, потомка эмигрантов из Уэльса, и Элизабет Рошель Томас, происходящей от французских эмигрантов-гугенотов. Его семь относилась к плантаторам высшего класса, к 1829 году в её собственности было 685 акров земли и 24 раба. Джон умер от несчастного случая на ферме, когда Томасу было 13, оставив семью в сложном экономическом положении. В годы восстания Ната Тёрнера семье пришлось бежать с плантации и прятаться в лесах. Неизвестно, как Томас относился к восставшим, но предполагается, что он спокойно относился к рабству, и сам владел рабами практически всю свою жизнь. Вместе с тем он обучил чтению примерно 15 своих рабов, несмотря на запрет учить рабов, принятый после восстания.
В 1836 году по протекции конгрессмена Джона Мэйсона, Томас поступил в военную академию Вест-Пойнт. Ему было уже 20 лет и одноклассники называли его «Старый Том». В 1840 году Томас окончил академию 12-м в классе и был назначен вторым лейтенантом в роту D 3-го артиллерийского полка.
Его служба в артиллерийском полку началась в конце 1840 года, когда он был отправлен в форт Лодердейл во Флориде во время войн с семинолами. Его отряд выполнял в основном обязанности пехоты. Томас уверенно командовал патрулями и 8 ноября 1841 года получил временное звание первого лейтенанта. С 1842 по 1845 год он служил в Новом Орлеане, форте Мольтри и форте Макгенри в Балтиморе. В 1845 году началась мексиканская война, и в июне полк Томаса был направлен в Техас. В ходе войны Томас возглавил артиллерийский расчёт, который отличился в обороне форта Браун, при Ресака-де-ла-Пальма, при Монтеррее и сражении при Буэна-Виста. За эти сражения Томас получил три временных повышения.

## Гражданская война
25 апреля 1861 года Томас стал подполковником регулярной армии, а 3 мая — полковником. 17 августа он станет бригадным генералом добровольческой армии. В начале войны он командовал бригадой в дивизии Роберта Паттерсона, которая стояла в долине Шенандоа, однако известен он стал в основном своими победами на Западе. Он был направлен в Кентукки, в подчинение генерал-майора Роберта Андерсона, и занимался тренировкой рекрутов.
Все свои боевые действия генерал Томас провел на Западном фронте Гражданской войны. Именно он одержал первую серьёзную победу над южанами в сражении при Милл-Спрингс, состоявшейся 19 января 1862 года. Несмотря на то, что силы южан под командованием генерала Джорджа Криттендена были больше (4500 человек против 4000), Томас одержал победу. Северяне потеряли 246 человек, потери южан тоже были значительны, также было захвачено 12 пушек. Эта неудача сильно осложнила положение южан в восточном Кентукки и серьезно отразилась на их боевом духе.
Далее генерал Томас отличился битвах при Перривилле и Стоун-Ривер. В последнем он командовал «центральным крылом» Камберлендской армии, которое было позже преобразовано в XIV корпус.
«Звездный час» генерала Томаса наступил в 1863 году в сражениях при Чикамоге и Чаттануге. В битве при Чикамоге корпус Томаса в течение двух дней отражал сильнейшие атаки южан, за что его доблестный командир получил прозвище «Чикамогский утес». Несмотря на поражение федеральной армии, корпус Томаса отошел в порядке, прикрывая всеобщее отступление. Во время осады северян в Чаттануге новый главнокомандующий федеральными войсками на Западе генерал Улисс Грант назначил Томаса командовать осажденными войсками. В сражении при Чаттануге корпус Томаса штурмом взял Миссионерский хребет, на котором находились позиции противника, что привело северян к победе.
В кампании 1864 года Томас принял активное участие в битве за Атланту. Перед началом наступления новый главнокомандующий Западным фронтом генерал Уильям Текумсе Шерман поручил Томасу командование своими лучшими войсками — Камберлендской армией численностью в 61 тысячу человек (всего у Шермана было 99 тысяч человек). Томас умело руководил армией в ряде сражений и внес большой вклад в разгром южан.
После взятия Атланты, Шерман направился к побережью Атлантики и назначил Томаса командующим на Западе. Томас полностью оправдал доверие своего командира, хотя действовать ему пришлось в сложных условиях. Войсками южан на Западе руководил смелый и энергичный генерал Худ, который после ухода Шермана попытался выбить северян из Теннесси. Несмотря на доблесть южан, в ходе наступления армия Худа понесла тяжелые потери в боях у Спринг-Хилл и при Франклине против федеральных войск под командованием генерала Скофилда. Тогда Худ осадил столицу штата, город Нашвилл. Войска Томаса и Скофилда объединились и в двухдневном сражении 15-16 декабря 1864 г. наголову разбили армию Худа в сражении при Нэшвилле. Южане потеряли около полутора тысяч человек убитыми и ранеными и 4462 человека пленными. Потери северян составили 3061 человека (в том числе 387 убитыми). Битва при Нэшвилле — единственный случай в ходе данной войны, когда одна из армий была фактически уничтожена на поле боя. После этого сражения крупномасштабные боевые действия на Западном фронте прекратились.